# Lacurile, Argeș
Lacurile este un sat în comuna Ciofrângeni din județul Argeș, Muntenia, România.